# Liù Bosisio
Liù Bosisio, geboren als Liùgia Biosisio Mauro (* 30. Januar 1936 in Mailand) ist eine italienische Schauspielerin und Synchronsprecherin.

## Leben
Bosisio besuchte von 1953 bis 1955 die Accademia d'Arte Drammatica in ihrer Heimatstadt. Sie spielte Theater u. a. im Ensemble von Luca Ronconi, war aber auch auf Kabarettbühnen zu sehen. Bis 1983 war sie durchgehend auf der Bühne aktiv. Sehr gelegentlich spielte sie Charakterrollen in Filmen, wo sie als „Pina“, die Ehefrau des „Ragionier Fantozzi“ in den einigen Filmen der Komödienreihe, in Erinnerung blieb. Ebenso unregelmäßig und relativ selten war sie seit 1956 in Fernsehrollen zu sehen; dort trat sie unter Claudio Fino, Daniele D’Anza und Lyda C. Ripandelli auf.
Daneben war sie als Synchronsprecherin u. a. die italienische Stimme von Marge Simpson aus der Zeichentrickserie.
1976 legte Bosisio ihr erstes Theaterstück vor. Daneben war sie als Keramikkünstlerin aktiv, nahm Platten auf, legte Videoarbeiten cor uns betätigte sich schriftstellerisch.

## Filmografie (Auswahl)
- 1962: La cuccagna
- 1972: Malta sehen und sterben (Pulp)
- 1974: Andy Warhols Frankenstein (Il mostro è in tavola, barone… Frankenstein)
- 1975: Das größte Rindvieh weit und breit (Fantozzi)
- 1976: 1900 (Novecento)
- 1980: Sunday Lovers (I seduttori della domenica)
- 1986: ich krieg' die Tür immer noch nicht zu (Superfantozzi)